# Halobacteroides elegans
Halobacteroides elegans è una specie di batterio appartenente alla famiglia delle Halobacteroidaceae.